# مقاطعة كارلوفي فاري
مقاطعة كارلوفي فاري (بالتشيكية: Okres Karlovy Vary)‏ هي مقاطعة (أوكريس) في إقليم كارلوفي فاري في جمهورية التشيك.
عاصمة هذه المقاطعة هي مدينة كارلوفي فاري.

## اقرأ أيضاً
- مقاطعات جمهورية التشيك